# Forum of Mathematics
Forum of Mathematics, Pi и Forum of Mathematics, Sigma — рецензируемые математические журналы с открытым доступом. 
Выпускают статьи под лицензией Creative Commons.
Forum of Mathematics, Pi предназначен для общих статей, представляющие интерес для широкой аудитории математиков. 
Журнал Sigma  для специалистов.
Издаются Кембриджским университетом.
В отличие от большинства традиционных журналов, статьи становятся доступны в интернете, как только они приняты к публикации.
В конце каждого года сборник становится доступен в качестве печати по требованию.
Основателем журнала был Роб Кирби (Университет Калифорнии, Беркли), в настоящее время главным редактором является Роберт Гуральник.
Статьи в эти журналы начали принимать с 1 октября 2012 года, а первые статьи были опубликованы 17 мая 2013 года.

## Модель
Журналы используют модель «автор платит»: в случае, если статья принята к публикации, автору следует заплатить сбор порядка 700$.
Обычно для этого используют гранты — в случае отсутствия грантов сбор не взимается.
Также сбор не взимался в течение первых трёх лет публикации журналов.

## Показатели
- MCQ журналов за 2016 год
  - Forum of Mathematics, Pi: 3,62, входит в пятёрку лучших журналов.
  - Forum of Mathematics, Sigma: 1,23, входит в сотню лучших журналов. (Средний показатель по всем математическим журналам составил 0,22.)

## Внешние ссылки
- Maths journals open up, Bernard Lane, The Australian, 6 July 2012
- A new open-access venture from Cambridge University Press, Tim Gowers, 2 July 2012
- Forum of Mathematics, Pi and Forum of Mathematics, Sigma, Terry Tao, 2 July 2012
- Math 2.0: Journals:  launch of Forum of Mathematics Архивная копия от 19 июля 2012 на Wayback Machine
- Cambridge University Press Launches Open Access Maths Journals, "News and Views" item at The Funneled Web, 6 July 2012
- The Forum of Mathematics, blessing or curse?, Peter Krautzberger, 2012/11/11